# Lucio Ostilio Saserna
Lucio Ostilio Saserna (in latino Lucius Hostilius Saserna; fl. I secolo a.C.) fu magistrato monetale romano intorno alla metà del I secolo a.C.

## Biografia
La sua famiglia era molto vicina alle posizioni di Giulio Cesare: sono probabilmente suoi fratelli sia Gaio sia Publio Ostilio Saserna che, nel 46 a.C., furono al fianco di Cesare nelle sue campagne d'Africa contro Scipione Nasica, Catone Uticense e i residui fiancheggiatori di Pompeo, morto nella battaglia di Farsalo. Secondo altri, invece, potrebbe essere il figlio di uno dei due

### Emissioni
La prossimità politica di Saserna a Cesare si riflette bene nel tenore della sua monetazione, le cui emissioni, battute tutte durante la Guerra civile tra Cesare e Pompeo, sono tutte improntate alla propaganda filo-cesariana, mediante l'esaltazione delle campagne galliche concluse vittoriosamente da Cesare.
Le emissioni a lui riferibili sono quattro e risalgono al 48 a.C. o negli anni dal 49 al 45 a.C.
1. dritto: testa femminile; rovescio: Vittoria con trofeo di armi galliche.
2. dritto: testa di Gallo (per cui è stata proposta l'individuazione dell'effigie di Vercingetorige) con paludamentum e fibula; rovescio: auriga nudo che conduce una biga; su di essa, in posizione stante, un guerriero gallico nudo brandisce una lancia e uno scudo
3. dritto: effigie della Gallia con il carnyx, tipica tromba da guerra in uso presso i Celti; rovescio: Diana in piedi con lancia che tiene nella mano destra un cervo per le corna.
4. dritto: personificazione della Gallia con carnyx; rovescio: corteo di tre figura che si recano al voto al seguito dei saepta Iulia.